# Andrea Sestini Hlaváčková
Andrea Sestini Hlaváčková (* 10. August 1986 als Andrea Hlaváčková in Plzeň, Tschechoslowakei) ist eine ehemalige tschechische Tennisspielerin.

## Karriere
Hlaváčková, die im Alter von drei Jahren mit dem Tennisspielen begann, hatte bereits als Juniorin exzellente Ergebnisse im Doppel vorzuweisen. 2003 erreichte die ehemalige Nummer fünf der Junioren-Weltrangliste an der Seite von Aurelija Misevičiūtė das Halbfinale der Nachwuchskonkurrenz der French Open. Außerdem gewann sie mit Jarmila Gajdošová zusammen die renommierte Trofeo Bonfiglio, triumphierte gemeinsam mit Emma Laine beim Osaka Mayor's Cup und wurde mit ihrer Landsfrau Petra Cetkovská Junioren-Europameisterin. Im selben Jahr sammelte Hlaváčková erste Erfahrungen auf der ITF Women’s World Tennis Tour. 2005 debütierte sie in Prag auf der WTA Tour, nachdem sie von den Organisatoren eine Wildcard für das Hauptfeld erhalten hatte.
2006 errang sie bei einem ITF-Turnier der $25.000-Kategorie ihren ersten Profititel im Einzel. Bei den US Open startete sie erstmals in der Qualifikation eines Grand-Slam-Turniers, scheiterte aber in der Auftaktrunde. Im darauffolgenden Jahr konnte sich Hlaváčková in Prag erstmals für die Hauptrunde eines WTA-Turniers qualifizieren und zog dort nach einem Sieg über Jill Craybas sogleich in die zweite Runde ein. Gemeinsam mit Petra Cetkovská holte sie dort zudem ihren ersten WTA-Titel im Doppel, den sie 2008 mit ihrer Landsfrau Lucie Hradecká erfolgreich verteidigte. Im selben Jahr folgte in Bad Gastein ebenfalls mit Hradecká zusammen ihr dritter Erfolg, den sie mit gleicher Partnerin 2009 wiederholte. Außerdem errang Hlaváčková in Bad Saulgau ihren zweiten ITF-Einzeltitel.
Zum Auftakt der Saison 2010 holte sie mit Hradecká in Brisbane ihren ersten Turniersieg der Premier-Kategorie, den sie mit einem weiteren Titelgewinn bei einem ITF-Turnier der $25.000-Kategorie untermauerte. In Wimbledon gelang ihr erstmals der Einzug in das Hauptfeld eines Grand-Slam-Turniers, bei dem sie nach einem Erfolg über Noppawan Lertcheewakarn sogleich in die zweite Runde kam, in der sie gegen Wera Swonarjowa chancenlos unterlag. Nach einem starken Saisonendspurt mit zwei ITF-Titeln der $25.000-Kategorie in Folge und zwei weiteren Finalteilnahmen, rückte Hlaváčková kurzzeitig die Top 100 der Einzelrangliste vor. 2011 gelang ihr der Durchbruch in die internationale Weltspitze im Damendoppel. Auf zwei Titel bei den WTA-Turnieren in Fès zusammen mit Renata Voráčová sowie Brüssel mit Galina Woskobojewa, errang Hlaváčková bei den French Open an der Seite von Lucie Hradecká ihren ersten Grand-Slam-Triumph. Im Endspiel setzten sich die beiden gegen die an Nummer sieben gesetzten Sania Mirza und Jelena Wesnina durch. Bei den US Open gelang ihnen im Anschluss das Erreichen des Viertelfinals. Zuvor holte Hlaváčková in den Bronx bei einem ITF-Turnier der $50.000-Kategorie ihren größten Einzeltitel.
2012 kam sie an der Seite mit Hradecká bei allen vier Grand-Slam-Turnieren mindestens bis ins Halbfinale. In Melbourne stießen die beiden nach einem Erfolg im Viertelfinale über Vania King und Jaroslawa Schwedowa in die Runde der letzten Vier vor, in dem sie erst an Sara Errani und Roberta Vinci scheiterten. Auch in Indian Wells erreichten sie anschließend das Halbfinale, wie auch bei den French Open durch einen Sieg über die an Zwei gesetzten Květa Peschke und Katarina Srebotnik, bevor sie von Marija Kirilenko und Nadja Petrowa aus dem Turnier genommen wurden. Im Endspiel von Wimbledon unterlagen die beiden Serena und Venus Williams, bei den US Open verloren sie abermals gegen Errani und Vinci. Daneben triumphierten die beiden nach einem Finalerfolg gegen Srebotnik und Zheng Jie in Cincinnati und gewannen drei weitere Titel in Auckland, Memphis sowie zum Jahresabschluss in Luxemburg. Aufgrund der konstant guten Leistungen erzielte Hlaváčková Ende Oktober mit Platz drei ihre höchste Platzierung in der Doppelweltrangliste und qualifizierte sich mit Hradecká zusammen erstmals für die WTA Championships 2012 in Istanbul, wo sie sich nach einem Sieg gegen Liezel Huber und Lisa Raymond im Endspiel erneut Marija Kirilenko und Nadja Petrowa geschlagen geben. Des Weiteren errangen sie bei den Olympischen Spielen in London die Silbermedaille; im Finale verloren die Tschechinnen wie auch in Wimbledon gegen die Williams-Schwestern. Hlaváčková gehörte auch zur siegreichen tschechischen Fed-Cup-Mannschaft, die sich im Endspiel des Fed-Cup 2012 gegen Serbien durchsetzte. Auch wenn sie im Finale selbst nicht zum Einsatz kam, trug sie durch den Erfolg im Doppel beim Halbfinalsieg gegen Italien maßgeblich zum Titelgewinn bei. Doch auch im Einzel konnte Hlaváčková 2012 ihre besten Karriereresultate auf der WTA Tour erzielen. So erreichte sie in Cincinnati aus der Qualifikation heraus die dritte Runde, wobei sie von der Aufgabe Dominika Cibulkovás profitierte, und zog bei den anschließenden US Open nach einem Sieg über Marija Kirilenko ins Achtelfinale ein, in dem ihr Gegen Serena Williams jedoch kein Spielgewinn gelang. Dennoch erzielte sie im Anschluss mit Rang 58 ihre höchste Weltranglistenposition im Einzel.
2013 gewannen Hlaváčková und Hradecká in New York ihren zweiten Grand-Slam-Titel; im Finale setzten sie sich in drei Sätzen gegen Ashleigh Barty und Casey Dellacqua durch. Außerdem triumphierte sie dort auch mit Maks Mirny zusammen im Mixed-Wettbewerb, nachdem sie im Endspiel Abigail Spears und Santiago González schlugen. Im Halbfinale der French Open 2013/Damendoppel scheiterte sie hingegen mit Hradecká zusammen an Jekaterina Makarowa und Jelena Wesnina, während in Wimbledon das Aus im Viertelfinale kam. Daneben konnten die beiden in Budapest ihren zehnten gemeinsamen Titelgewinn feiern. Im Einzel erzielte Hlaváčková indes in Bad Gastein ihr einziges Endspiel, in dem sie jedoch Yvonne Meusburger glatt in zwei Sätzen unterlag. Trotz dieses Erfolgs fiel sie in der Einzelweltrangliste zum Abschluss des Jahres aus den Top-100 heraus. Nach zwei Jahren erfolgreicher Zusammenarbeit, gaben Hlaváčková und Hradecká am Ende der Saison bekannt, für ein Jahr getrennte Wege gehen zu wollen, sodass Hlaváčková im darauffolgenden Jahr zunächst mit wechselnden Partnerinnen unterwegs war.
2014 erreichte sie in Wimbledon an der Seite von Zheng Jie mit dem Einzug ins Halbfinale ihr bestes Saisonergebnis. Bei den Australian Open kam sie gemeinsam mit Lucie Šafářová ins Viertelfinale, ebenso bei den US Open erneut mit Zheng zusammen. In Peking siegte Hlaváčková dann mit Peng Shuai, mit der sie zuvor in Wuhan schon das Halbfinale erreicht hatte. Daneben konnte sie zum Saisonabschluss mit Tschechien zum zweiten Mal den Fed-Cup gewinnen. Zwar verlor sie, wieder mit Hradecká vereint, das Finaldoppel gegen Julia Görges und Sabine Lisicki, doch stand der Endspielerfolg gegen das Team aus Deutschland dort bereits fest. Im Einzel gelang Hlaváčková lediglich eine Halbfinalteilnahme in Pattaya. Durch die Priorisierung des Doppels an die großen Turniere gebunden, spielte sie trotz des Abstiegs im Rankings überwiegend auf der WTA Tour.
Im darauffolgenden Jahr schloss sie sich erneut mit Hradecká zusammen und erreichte bei den French Open noch einmal das Halbfinale, in dem sie Bethanie Mattek-Sands und Lucie Šafářová unterlagen. Auch in Miami sowie Wuhan standen die beiden im Halbfinale. Damit qualifizierten sie sich am Ende der Saison zum zweiten Mal für die WTA Championships 2015 in Singapur, wo sie im Halbfinale gegen Carla Suárez Navarro und Garbiñe Muguruza scheiterten. Daneben kam sie mit Łukasz Kubot beim Mixed-Wettbewerb der US Open ins Halbfinale und gewann in ihrer Heimatstadt Pilsen ein ITF-Turnier der $25.000-Kategorie. Bei den French Open konnte sie sich zum letzten Mal für die Einzelkonkurrenz eines Grand-Slam-Turniers qualifizieren, schied jedoch in der ersten Runde gegen Serena Williams aus. Zum Auftakt der Saison 2016 rückten Hlaváčková und Hradecká bei den Australian Open unter anderem nach einem Sieg im Viertelfinale gegen die an Position zwei gesetzten Chan Hao-ching und Chan Yung-jan erstmals ins Endspiel vor, das sie jedoch gegen Martina Hingis und Sania Mirza verloren. Bei den French Open erreichten sie das Viertelfinale, wie auch in Indian Wells, Miami und Madrid. Des Weiteren kamen die beiden ins Halbfinale von Rom und triumphierten in Québec und beim Kremlin Cup in Moskau. Mit Margarita Gasparjan zusammen holte sie darüber hinaus noch den Titel in Prag und siegte im Anschluss auf Rasen mit Peng Shuai in Nottingham. In Paris stand sie außerdem mit Édouard Roger-Vasselin gemeinsam im Halbfinale. Am Ende des Jahres qualifizierten sich Hlaváčková und Hradecká zum dritten Mal für die WTA Championships 2016 in Singapur. Dort schieden sie zum Auftakt gegen Jekaterina Makarowa und Jelena Wesnina aus. Bei den Olympischen Spielen in Rio de Janeiro verpassten die beiden im Spiel um Platz drei die Bronzemedaille gegen ihre Landsfrauen Lucie Šafářová und Barbora Strýcová. Ende des Jahres trennten sich Hlaváčková und Hradecká erneut.
Zum Auftakt der Saison 2017 arbeitete sie zunächst mit Peng Shuai zusammen, mit der sie in Shenzhen zunächst ihren zwanzigsten Doppeltitel gewann. Anschließend erreichten die beiden das Finale in Melbourne, in dem sie sich Bethanie Mattek-Sands und Šafářová geschlagen geben mussten, sowie von Dubai. Nach einem weiteren Halbfinaleinzug in Miami, tat sie sich mit Tímea Babos zusammen. Gemeinsam erzielten sie das Halbfinale in Rom sowie das Endspiel bei den zwei Premier-Mandatory-Turnieren in Madrid und Peking. Insgesamt holten die beiden vier Titel in Rabat, Québec, Taschkent und Moskau und rückten bei den US Open ins Viertelfinale vor. Mit Babos zusammen gelang Hlaváčková ihre vierte Qualifikation für die WTA Championships 2017 in Singapur und nach Siegen gegen Chan Yung-jan und Martina Hingis im Halbfinale sowie Kiki Bertens und Johanna Larsson der erste Titelgewinn. Im Einzel trat sie nur noch sporadisch in Erscheinung.
Nachdem Hlaváčková bei den Australian Open 2018 mit Latisha Chan als Topgesetzte nur ins Viertelfinale gekommen waren, ging sie eine Kollaboration mit ihrer Landsfrau Barbora Strýcová ein. Zusammen erreichten die beiden bei den French Open sowie in Wimbledon die Runde der letzten Vier, ebenso in Mutua Madrid Open 2018/Damen. In Rom und in Wuhan standen sie zudem im Endspiel und errangen den Titel in New Haven sowie beim Premier-Mandatory-Turnier in Peking, wo sie sich im Finale gegen Xu Yifan und Gabriela Dabrowski durchsetzten. Von Oktober 2018 bis Juni 2022 hat sie kein internationales Turnier mehr gespielt.
Am 17. Juni 2022 kündigte sie an, dass sie mit den Livesport Prague Open 2022 noch an einem Turnier teilnehmen wird. Sie spielte zusammen mit Lucie Hradecká im Doppel, wo sie bis ins Viertelfinale kam und danach ihre Karriere beendete.
Seit 2012 spielte sie für die tschechische Fed-Cup-Mannschaft, mit der sie 2012 und 2014 den Teamwettbewerb gewann. Ihre Bilanz im Fed Cup: 4:1 Siege im Doppel sowie eine Niederlage im bislang einzigen Einzel.

## Persönliches
Hlaváčkovás Vater Jan ist Braumeister, ihre Mutter Jana Ärztin. Andreas ältere Schwester Jana Hlaváčková (* 1981) war ebenfalls Tennisprofi; sie erreichte im Einzel Platz 202 und im Doppel Platz 193 der Weltrangliste. 2004 traten die beiden Schwestern bei ITF-Turnieren regelmäßig zusammen im Doppel an.
Am 22. Juli 2017 heiratete sie Fabrizio Sestini. Seit der Saison 2018 geht sie unter dem Namen Andrea Sestini Hlaváčková an den Start. Im Sommer 2019 bekam sie ein Kind.

## Turniersiege

### Einzel
| Nr. | Datum        | Turnier                 | Kategorie   | Belag     | Finalgegnerin      | Ergebnis       |
| --- | ------------ | ----------------------- | ----------- | --------- | ------------------ | -------------- |
| 1.  | Mai 2006     | Teneriffa               | ITF $25.000 | Hartplatz | Monique Adamczak   | 3:6, 6:3, 6:3  |
| 2.  | Jul/Aug 2009 | Bad Saulgau             | ITF $25.000 | Sand      | Ana Jovanović      | 6:4, 6:4       |
| 3.  | Februar 2010 | Sutton                  | ITF $25.000 | Hartplatz | Mallory Cecil      | 6:1, 4:6, 6:4  |
| 4.  | Juli 2010    | Les Contamines-Montjoie | ITF $25.000 | Hartplatz | Eliza Kostowa      | 7:5, 0:6, 6:4  |
| 5.  | Jul/Aug 2010 | Vigo                    | ITF $25.000 | Hartplatz | Katie O’Brien      | 6:2, 6:0       |
| 6.  | August 2011  | Bronx                   | ITF $50.000 | Hartplatz | Mona Barthel       | 7:68, 6:3      |
| 7.  | Sep/Okt 2011 | Clermont-Ferrand        | ITF $25.000 | Hartplatz | Tatjana Maria      | 6:4, 0:6, 7:66 |
| 8.  | August 2015  | Pilsen                  | ITF $25.000 | Sand      | Barbora Krejčíková | 3:6, 6:2, 6:3  |

### Doppel
| Nr. | Datum              | Turnier           | Kategorie              | Belag             | Partnerin           | Finalgegnerinnen                                   | Ergebnis          |
| --- | ------------------ | ----------------- | ---------------------- | ----------------- | ------------------- | -------------------------------------------------- | ----------------- |
| 1.  | Oktober 2003       | Pilsen            | ITF $10.000            | Teppich           | Tereza Szafnerova   | Lucie Kriegsmannová Paulina Slitrova               | 3:6, 6:0, 6:1     |
| 2.  | Februar 2006       | Jersey            | ITF $25.000            | Hartplatz         | Matea Mezak         | Katie O'Brien Melanie South                        | 6:3, 6:1          |
| 3.  | Juni 2006          | Fontanafredda     | ITF $25.000            | Sand              | Renata Voráčová     | Daniela Klemenschits Sandra Klemenschits           | 6:4, 6:4          |
| 4.  | November 2006      | Opole             | ITF $25.000            | Teppich           | Nikola Fraňková     | Olga Brózda Natalia Kolat                          | 7:5, 6:0          |
| 5.  | November 2006      | Přerov            | ITF $25.000            | Teppich           | Nikola Fraňková     | Eva Hrdinová Stanislava Hrozenská                  | 6:2, 65:7, 6:3    |
| 6.  | Dezember 2006      | Valašské Meziříčí | ITF $25.000            | Hartplatz         | Nikola Fraňková     | Olga Brózda Natalia Kolat                          | 6:1, 6:2          |
| 7.  | März 2007          | Teneriffa         | ITF $25.000            | Hartplatz         | Margit Ruutel       | Petra Cetkovská Veronika Chvojková                 | 2:3r              |
| 8.  | Mär/Apr 2007       | La Palma          | ITF $25.000            | Hartplatz         | Petra Cetkovská     | Arantxa Parra Santonja Melanie South               | 6:3, 6:2          |
| 9.  | April 2007         | Calvià            | ITF $25.000            | Sand              | Petra Cetkovská     | María José Martínez Sánchez Arantxa Parra Santonja | 7:5, 6:4          |
| 10. | 13. Mai 2007       | Prag              | WTA Tier IV            | Sand              | Petra Cetkovská     | Ji Chunmei Sun Shengnan                            | 7:67, 6:2         |
| 11. | Oktober 2007       | Jersey            | ITF $25.000            | Hartplatz         | Lucie Hradecká      | Katie O’Brien Georgie Gent                         | 6:0, 6:4          |
| 12. | Dezember 2007      | Valašské Meziříčí | ITF $25.000            | Hartplatz         | Lucie Hradecká      | Darija Jurak Ivana Lisjak                          | 6:2, 6:1          |
| 13. | Februar 2008       | Belfort           | ITF $25.000            | Teppich           | Lucie Hradecká      | Marta Marrero María José Martínez Sánchez          | 7:68, 6:4         |
| 14. | Februar 2008       | Sutton            | ITF $25.000            | Hartplatz         | Lucie Hradecká      | Johanna Larsson Anna Smith                         | 6:3, 6:3          |
| 15. | 4. Mai 2008        | Prag              | WTA Tier IV            | Sand              | Lucie Hradecká      | Jill Craybas Michaëlla Krajicek                    | 1:6, 6:3, [10:6]  |
| 16. | 20. Juli 2008      | Bad Gastein       | WTA Tier III           | Sand              | Lucie Hradecká      | Sessil Karatantschewa Nataša Zorić                 | 6:3, 6:3          |
| 17. | Okt/Nov 2008       | Bratislava        | ITF $100.000+H         | Hartplatz (Halle) | Lucie Hradecká      | Oqgul Omonmurodova Monica Niculescu                | 7:61y, 6:1        |
| 18. | Juli 2009          | Pozoblanco        | ITF $50.000            | Hartplatz         | Olha Sawtschuk      | Nina Olegowna Brattschikowa Ágnes Szatmári         | 6:3, 6:3          |
| 19. | 26. Juli 2009      | Bad Gastein       | WTA International      | Sand              | Lucie Hradecká      | Tatjana Malek Andrea Petković                      | 6:2, 6:4          |
| 20. | 9. Januar 2010     | Brisbane          | WTA International      | Hartplatz         | Lucie Hradecká      | Melinda Czink Arantxa Parra Santonja               | 2:6, 7:63, [10:4] |
| 21. | Oktober 2010       | Barnstaple        | ITF $75.000            | Hartplatz         | Michaëlla Krajicek  | Sandra Klemenschits Tatjana Malek                  | 7:64, 6:2         |
| 22. | 24. April 2011     | Fès               | WTA International      | Sand              | Renata Voráčová     | Nina Brattschikowa Sandra Klemenschits             | 6:3, 6:4          |
| 23. | 21. Mai 2011       | Brüssel           | WTA Premier            | Sand              | Galina Woskobojewa  | Klaudia Jans Alicja Rosolska                       | 3:6, 6:0, [10:5]  |
| 24. | 3. Juni 2011       | French Open       | Grand Slam             | Sand              | Lucie Hradecká      | Sania Mirza Jelena Wesnina                         | 6:4, 6:3          |
| 25. | 7. Januar 2012     | Auckland          | WTA International      | Hartplatz         | Lucie Hradecká      | Julia Görges Flavia Pennetta                       | 6:72, 6:2, [10:7] |
| 26. | Februar 2012       | Midland           | ITF $100.000           | Hartplatz         | Lucie Hradecká      | Wesna Dolonz Stéphanie Foretz Gacon                | 7:64, 6:2         |
| 27. | 25. Februar 2012   | Memphis           | WTA International      | Hartplatz (Halle) | Lucie Hradecká      | Wera Duschewina Wolha Hawarzowa                    | 6:3, 6:4          |
| 28. | 20. August 2012    | Cincinnati        | WTA Premier 5          | Hartplatz         | Lucie Hradecká      | Katarina Srebotnik Zheng Jie                       | 6:1, 6:3          |
| 29. | 21. Oktober 2012   | Luxemburg         | WTA International      | Hartplatz (Halle) | Lucie Hradecká      | Irina-Camelia Begu Monica Niculescu                | 6:3, 6:4          |
| 30. | 14. Juli 2013      | Budapest          | WTA International      | Sand              | Lucie Hradecká      | Nina Brattschikowa Anna Tatischwili                | 6:4, 6:1          |
| 31. | 7. September 2013  | US Open           | Grand Slam             | Hartplatz         | Lucie Hradecká      | Ashleigh Barty Casey Dellacqua                     | 6:74, 6:1, 6:4    |
| 32. | 26. Oktober 2013   | Saguenay          | ITF $50.000            | Marta Domachowska | Hartplatz (Halle)   | Francoise Abanda Victoria Duval                    | 7:5, 6:3          |
| 33. | 4. Oktober 2014    | Peking            | WTA Premier Mandatory  | Hartplatz         | Peng Shuai          | Cara Black Sania Mirza                             | 6:4, 6:4          |
| 34. | 26. Oktober 2014   | Poitiers          | ITF $100.000           | Hartplatz (Halle) | Lucie Hradecká      | Katarzyna Piter Maryna Zanevska                    | 6:1, 7:5          |
| 35. | 29. April 2016     | Prag              | WTA International      | Sand              | Margarita Gasparjan | María Irigoyen Paula Kania                         | 6:4, 6:2          |
| 36. | 12. Juni 2016      | Nottingham        | WTA International      | Rasen             | Peng Shuai          | Gabriela Dabrowski Yang Zhaoxuan                   | 7:5, 3:6, [10:7]  |
| 37. | 18. September 2016 | Québec            | WTA International      | Teppich (Halle)   | Lucie Hradecká      | Alla Kudrjawzewa Alexandra Panowa                  | 7:62, 7:62        |
| 38. | 21. Oktober 2016   | Moskau            | WTA Premier            | Hartplatz (Halle) | Lucie Hradecká      | Daria Gavrilova Darja Kassatkina                   | 4:6, 6:0, [10:7]  |
| 39. | 7. Januar 2017     | Shenzhen          | WTA International      | Hartplatz         | Peng Shuai          | Ioana Raluca Olaru Olha Sawtschuk                  | 6:1, 7:5          |
| 40. | 5. Mai 2017        | Rabat             | WTA International      | Sand              | Tímea Babos         | Nina Stojanović Maryna Zanevska                    | 2:6, 6:3, [10:5]  |
| 41. | 17. September 2017 | Québec            | WTA International      | Teppich (Halle)   | Tímea Babos         | Bianca Andreescu Carson Branstine                  | 6:3, 6:1          |
| 42. | 30. September 2017 | Taschkent         | WTA International      | Hartplatz         | Tímea Babos         | Nao Hibino Oksana Kalaschnikowa                    | 7:5, 6:4          |
| 43. | 20. Oktober 2017   | Moskau            | WTA Premier            | Hartplatz (Halle) | Tímea Babos         | Nicole Melichar Anna Smith                         | 6:2, 3:6, [10:3]  |
| 44. | 29. Oktober 2017   | Singapur          | WTA Tour Championships | Hartplatz (Halle) | Tímea Babos         | Kiki Bertens Johanna Larsson                       | 4:6, 6:4, [10:5]  |
| 45. | 25. August 2018    | New Haven         | WTA Premier            | Hartplatz         | Barbora Strýcová    | Hsieh Su-wei Laura Siegemund                       | 6:4, 6:77, [10:4] |
| 46. | 7. Oktober 2018    | Peking            | WTA Premier Mandatory  | Hartplatz         | Barbora Strýcová    | Xu Yifan Gabriela Dabrowski                        | 6:4, 4:6, [10:8]  |

### Mixed
| Nr. | Datum             | Turnier | Kategorie  | Belag     | Partner    | Finalgegner                      | Ergebnis  |
| --- | ----------------- | ------- | ---------- | --------- | ---------- | -------------------------------- | --------- |
| 1.  | 6. September 2013 | US Open | Grand Slam | Hartplatz | Maks Mirny | Abigail Spears Santiago González | 7:65, 6:3 |

## Karrierestatistik und Turnierbilanz

### Einzel
| Turnier         | 2006 | 2007 | 2008 | 2009 | 2010 | 2011 | 2012 | 2013 | 2014 | 2015 | 2016 | Karriere |
| --------------- | ---- | ---- | ---- | ---- | ---- | ---- | ---- | ---- | ---- | ---- | ---- | -------- |
| Australian Open | —    | —    | —    | —    | Q2   | 2    | 1    | 1    | Q2   | Q2   | Q1   | 2        |
| French Open     | —    | Q1   | —    | —    | Q2   | 1    | Q2   | 1    | Q1   | 1    | Q2   | 1        |
| Wimbledon       | —    | Q1   | —    | —    | 2    | 2    | 2    | 1    | 1    | Q1   | Q3   | 2        |
| US Open         | Q1   | Q1   | —    | Q2   | Q1   | Q3   | AF   | Q3   | Q2   | Q1   | —    | AF       |

Zeichenerklärung: S = Turniersieg; F, HF, VF, AF = Einzug ins Finale / Halbfinale / Viertelfinale / Achtelfinale; 1, 2, 3 = Ausscheiden in der 1. / 2. / 3. Hauptrunde; Q1, Q2, Q3 = Ausscheiden in der 1. / 2. / 3. Runde der Qualifikation; n. a. = nicht ausgetragen

### Doppel
| Turnier                   | 2007              | 2008              | 2009              | 2010              | 2011              | 2012              | 2013              | 2014              | 2015              | 2016      | 2017      | 2018      | T / T      | S/N        | Sieg%      |
| ------------------------- | ----------------- | ----------------- | ----------------- | ----------------- | ----------------- | ----------------- | ----------------- | ----------------- | ----------------- | --------- | --------- | --------- | ---------- | ---------- | ---------- |
| Australian Open           | –                 | –                 | 2                 | AF                | 2                 | HF                | 2                 | AF                | AF                | F         | F         | VF        | 0 / 10     | 27:10      | 73 %       |
| French Open               | –                 | –                 | 1                 | AF                | S                 | HF                | HF                | 1                 | HF                | VF        | 2         | HF        | 1 / 10     | 28:9       | 76 %       |
| Wimbledon                 | 2                 | 1                 | 1                 | 2                 | 1                 | F                 | VF                | HF                | 2                 | AF        | AF        | AF        | 0 / 12     | 21:12      | 64 %       |
| US Open                   | –                 | –                 | 2                 | 1                 | VF                | F                 | S                 | VF                | AF                | AF        | VF        | AF        | 1 / 10     | 27:9       | 75 %       |
| WTA Finals                | –                 | –                 | –                 | –                 | –                 | F                 | –                 | –                 | HF                | VF        | S         | HF        | 1 / 5      | 6:6        | 50 %       |
| Doha                      | a. K.             | –                 | n. a. bzw. a. K.  | n. a. bzw. a. K.  | n. a. bzw. a. K.  | –                 | VF                | 1                 | a. K.             | 1         | a. K.     | AF        | 0 / 4      | 2:4        | 33 %       |
| Dubai                     | a. K.             | a. K.             | –                 | –                 | –                 | andere Kategorie  | andere Kategorie  | andere Kategorie  | –                 | a. K.     | F         | a. K.     | 0 / 1      | 4:1        | 80 %       |
| Indian Wells              | –                 | –                 | –                 | AF                | 1                 | HF                | AF                | 1                 | AF                | VF        | AF        | VF        | 0 / 9      | 11:9       | 55 %       |
| Miami                     | –                 | –                 | –                 | 1                 | 1                 | 1                 | 1                 | 1                 | HF                | VF        | HF        | 1         | 0 / 9      | 8:9        | 47 %       |
| Madrid                    | n. a.             | n. a.             | –                 | –                 | –                 | AF                | AF                | –                 | 1                 | VF        | F         | HF        | 0 / 6      | 8:6        | 57 %       |
| Rom                       | –                 | –                 | –                 | AF                | –                 | –                 | VF                | –                 | AF                | HF        | HF        | F         | 0 / 6      | 11:6       | 65 %       |
| Kanada                    | –                 | –                 | –                 | AF                | –                 | –                 | –                 | AF                | –                 | –         | 1         | AF        | 0 / 4      | 2:4        | 33 %       |
| Cincinnati                | a. K.             | a. K.             | –                 | –                 | AF                | S                 | AF                | HF                | 1                 | –         | VF        | VF        | 1 / 7      | 12:6       | 67 %       |
| Peking                    | n. a.             | n. a.             | –                 | –                 | –                 | –                 | –                 | S                 | VF                | 1         | F         | S         | 2 / 5      | 14:3       | 82 %       |
| Wuhan                     | nicht ausgetragen | nicht ausgetragen | nicht ausgetragen | nicht ausgetragen | nicht ausgetragen | nicht ausgetragen | nicht ausgetragen | HF                | HF                | AF        | –         | F         | 0 / 4      | 7:4        | 64 %       |
| Olympische Spiele         | n. a.             | –                 | nicht ausgetragen | nicht ausgetragen | nicht ausgetragen | F                 | nicht ausgetragen | nicht ausgetragen | nicht ausgetragen | KF        | n. a.     | n. a.     | 0 / 2      | 7:3        | 70 %       |
| Fed Cup                   | –                 | –                 | –                 | –                 | –                 | S                 | HF                | S                 | –                 | –         | –         | –         | 2 / 3      | 4:1        | 80 %       |
| Statistik                 | Statistik         | Statistik         | Statistik         | Statistik         | Statistik         | Statistik         | Statistik         | Statistik         | Statistik         | Statistik | Statistik | Statistik | S/N        | S/N        | Sieg%      |
| Gewonnene Titel           | 6                 | 5                 | 2                 | 2                 | 3                 | 5                 | 3                 | 2                 | 0                 | 4         | 6         | 2         | Gesamt: 40 | Gesamt: 40 | Gesamt: 40 |
| Gesamt-Siege/-Niederlagen | 43:14             | 32:13             | 28:19             | 21:13             | 32:18             | 53:12             | 42:15             | 43:19             | 33:22             | 41:19     | 60:19     | 42:22     | 470:205    | 470:205    | 70 %       |
| Jahresendposition         | 99                | 71                | 59                | 45                | 14                | 3                 | 11                | 15                | 20                | 9         | 5         | 9         | N/A        | N/A        | N/A        |

Zeichenerklärung: S = Turniersieg; F, HF, VF, AF = Einzug ins Finale / Halbfinale / Viertelfinale / Achtelfinale; 1, 2, 3 = Ausscheiden in der 1. / 2. / 3. Hauptrunde; KF (kleines Finale) = unterlegen im Spiel um Platz drei; RR = Round Robin (Gruppenphase); n. a. = nicht ausgetragen; a. K. = andere Kategorie; PO (Playoff) = Auf- und Abstiegsrunde im Billie Jean King Cup; K1, K2, K3 = Teilnahme in der Kontinentalgruppe I, II, III im Billie Jean King Cup.
Anmerkung: Diese Statistik berücksichtigt alle Ergebnisse im Einzel bei ITF- und WTA-Turnieren. Als Quelle dient die ITF-Seite der Spielerin. Dargestellt sind nur WTA-Turniere der Kategorie Tier I (bis 2008), die WTA-Turniere der Kategorien Premier Mandatory und Premier 5 (2009–2020).

### Mixed
| Turnier         | 2009 | 2010 | 2011 | 2012 | 2013 | 2014 | 2015 | 2016 | 2017 | 2018 | Karriere |
| --------------- | ---- | ---- | ---- | ---- | ---- | ---- | ---- | ---- | ---- | ---- | -------- |
| Australian Open | —    | —    | —    | VF   | AF   | AF   | VF   | AF   | 1    | VF   | VF       |
| French Open     | —    | AF   | —    | 1    | AF   | 1    | 2    | HF   | HF   | AF   | HF       |
| Wimbledon       | 1    | 1    | 2    | 2    | 2    | AF   | AF   | AF   | 2    | AF   | AF       |
| US Open         | —    | 1    | 1    | AF   | S    | AF   | HF   | AF   | 1    | VF   | S        |